# 油芥菜
油芥菜（学名：Brassica juncea var. gracilis）为十字花科蕓薹屬下的一个变种。其变种加词来源于拉丁文“gracilis”，意为“纤细的”。